# Op Flohr Stadion
El Op Flohr Stadion es un estadio multiusos utilizado principalmente para partidos de fútbol ubicado en la ciudad de Grevenmacher en Luxemburgo y actualmente es la sede del CS Grevenmacher.

## Historia
Fue inaugurado en 1983 con capacidad para más de 4000 espectadores y es de superficie natural, aún no ha tenido remodelaciones.

## Eventos internacionales
El estadio fue sede de dos partidos de la fase de grupos del Campeonato Europeo Sub-17 de la UEFA 2006:
| 5 de mayo de 2006 |   |                 |           |
| Alemania          | – | República Checa | 0:0 (0:0) |
| 8 de mayo de 2006 |   |                 |           |
| República Checa   | – | Bélgica         | 3:1 (2:0) |